# 嵐が丘 (1939年の映画)

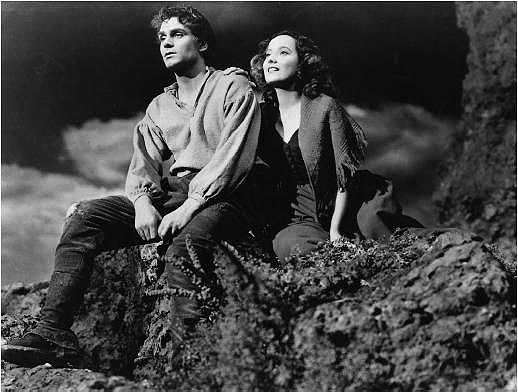
ローレンス・オリヴィエ(左)とマール・オベロン

『嵐が丘』（あらしがおか、原題: Wuthering Heights）は、1939年のアメリカ合衆国の恋愛映画。1950年に大映洋画部が配給した際の邦題は『嵐ヶ丘』である。その後、1966年の日比谷みゆき座など、東宝系での再公開時に『嵐が丘』となる。監督はウィリアム・ワイラー、出演はマール・オベロンとローレンス・オリヴィエなど。原作はエミリー・ブロンテの小説『嵐が丘』。オリヴィエのアメリカ映画第1作として知られる。第12回アカデミー賞で撮影賞（白黒作品）を受賞している。
この時期のユナイテッド・アーティスツ作品には珍しく版権が売却されなかったことから、現在も、メトロ・ゴールドウィン・メイヤー（UAの後継）が版権を保有する。2007年には、「文化的、歴史的、美術に重要」としてアメリカ国立フィルム登録簿に選ばれた。

## ストーリー
吹雪で道に迷ったロックウッドは、「嵐が丘」と呼ばれる館に辿り着き、一夜の宿を乞うた。陰気な館には主人のヒースクリフと妻のイザベラが使用人たちと暮らしていた。その夜、ロックウッドは破れた窓の外からヒースクリフを呼ぶ女の声を聞いた。それを知ったヒースクリフは、「キャシー！」と叫んで吹雪の戸外へ飛び出して行った。取り残されたロックウッドは、館の家政婦エレンから、「嵐が丘」にまつわる過去の悲劇を聞くことになった。
「嵐が丘」の元の持ち主だったアーンショーは慈悲深い男で、貧しい孤児を保護し、ヒースクリフと名付けて実子同然に育てた。アーンショーの娘キャシーはヒースクリフを愛したが、跡取り息子であるヒンドリーは彼を憎み、父の死後は館の馬丁として酷使した。
成長したキャシーは上流階級に憧れ、裕福なエドガー・リントンに求婚されて有頂天になった。キャシーは本心ではヒースクリフを愛しており、承諾の返事も思い止まったのだが、そうと知らないヒースクリフは館を飛び出し、行方をくらました。
キャシーがエドガーと結婚した後に、ヒースクリフは成功した裕福な紳士として戻って来た。復讐を誓ったヒースクリフは、まず、ヒンドリーの借金を肩代わりすることで「嵐が丘」の当主の座を手に入れた。ヒースクリフは次にエドガーの妹イザベラと結婚し、同時にキャシーに愛を語り続けた。悩み苦しんだキャシーはやがて生きる気力を失い、亡くなった。
エレンの話が終る頃、医師のケネスが「嵐が丘」に駆けつけた。ケネスは吹雪の荒野でヒースクリフと女の二人連れを見たのだが、追いつくとヒースクリフが一人で死んでいたというのだ。幽霊ではないと語るエレン。愛し合うヒースクリフとキャシーは、時の隔たりを超えてようやく一緒になったのだった。

## キャスト
| 役名                               | 俳優                               | 日本語吹替 | 日本語吹替 |
| 役名                               | 俳優                               | NHK版      | PDDVD版    |
| ---------------------------------- | ---------------------------------- | ---------- | ---------- |
| ヒースクリフ                       | ローレンス・オリヴィエ             | 新田昌玄   | 古澤徹     |
| キャサリン・アーンショー・リントン | マール・オベロン                   | 寺田路恵   | 湯屋敦子   |
| エドガー・リントン                 | デヴィッド・ニーヴン               | 木下秀雄   | 鳥海勝美   |
| エレン・ディーン                   | フローラ・ロブソン                 |            | 織田芙実   |
| イザベラ・リントン                 | ジェラルディン・フィッツジェラルド | 水城蘭子   | 古山あゆみ |
| ヒンドリー・アーンショー           | ヒュー・ウイリアムズ               |            | 坂詰貴之   |
| ケネス医師                         | ドナルド・クリスプ                 |            | 澤田将考   |
| ジョセフ                           | レオ・G・キャロル                  | 真木恭介   | 織間雅之   |
| ロックウッド                       | マイルズ・マンダー                 |            | 御園行洋   |
| アーンショー（キャシーの父）       | セシル・ケラウェイ                 |            |            |
| 子供時代のヒースクリフ             | レックス・ダウニング               |            | 藤原美央子 |
| 子供時代のキャシー                 | サリタ・ウートン                   |            | 前田ゆきえ |
| 子供時代のヒンドリー               | ダグラス・スコット                 |            | 大鐘則子   |

- NHK版：初回放送1971年12月31日『劇映画』[1]

## スタッフ
- 監督：ウィリアム・ワイラー
- 製作：サミュエル・ゴールドウィン
- 撮影：グレッグ・トーランド
- 音楽：アルフレッド・ニューマン

## 主な受賞歴

### アカデミー賞
受賞
アカデミー撮影賞 (白黒部門):グレッグ・トーランド
ノミネート
アカデミー作品賞:サミュエル・ゴールドウィン・プロダクションズ
アカデミー監督賞:ウィリアム・ワイラー
アカデミー主演男優賞:ローレンス・オリヴィエ
アカデミー助演女優賞:ジェラルディン・フィッツジェラルド
アカデミー脚色賞:ベン・ヘクト、チャールズ・マッカーサー
アカデミー作曲賞:アルフレッド・ニューマン

## 撮影中のエピソード
本作で主役を演じたオリヴィエとオベロンは、両名ストレスでイライラしており終始いがみ合っていた。オベロンは「オリヴィエが大嫌いだ。キス・シーンなんて想像するだけでゾッとする」と漏らしており、オリヴィエは「オベロンが気に入らない。彼女がどうしたこうした」とロンドンの舞台に立っていた愛人のヴィヴィアン・リーに手紙で愚痴もこぼしていた。
それを読んだヴィヴィアンはいたたまれなくなり、舞台をすっぽかして大西洋航路の客船に飛び乗り、大陸横断鉄道や航空路を経由して、ロサンゼルスへやって来た。また、その頃『風と共に去りぬ』が、主役であるスカーレット・オハラ役の女優が決まっていないままアトランタの火災シーンから撮影が開始された。しかし、製作者の弟であるプロダクション・マネージャーが撮影現場の見物人の1人であったヴィヴィアンの炎に赤く輝く横顔を見て「スカーレットは決まりだ!!」と直感し、思わぬ形でヴィヴィアンは大作の主役に抜擢された。